# BMW R 100 GS
La R 100 GS est un modèle de motocyclette du constructeur bavarois BMW.
La R 100 GS est apparue en 1987. Elle reprend la partie cycle modernisée de la R 80 G/S, avec un moteur de 980 cm3 et soixante chevaux. Elle sortira simultanément en version 798 cm3 (R 80 GS).
La suspension arrière passe du Monolever au Paralever, fondée sur le principe d'un quasi-parallélogramme déformable dont la géométrie atténue les effets parasites de levée à l'accélération procurés par la transmission par arbre et cardan. Autres évolutions par rapport à la R 80 G/S, la R 100 GS propose en série un radiateur d'huile fixé sur le pare-cylindre droit, des jantes à rayons tangentiels tubeless (en dix-sept pouces à l'arrière) et une fourche de plus gros diamètre, dont les fonctions d'amortissement en détente et compression sont dissociées selon le bras. Le freinage est assuré à l'avant par un étrier Brembo de plus gros diamètre et placé désormais à l'avant du fourreau. L'échappement est en inox. Un sabot moteur en alu est complété par un sabot en plastique évasé qui protège le bas des cylindres.
En résumé, ces aménagements correspondent bien à la signification des sigles G et S ; sur la R 80 G/S, ils signifiaient Gelände/Strasse (Tout-terrain/route) ; sur la R 100 GS, le « G » signifie toujours Gelände mais le « S » correspond à Sport.
Elle disparait du catalogue en 1996.

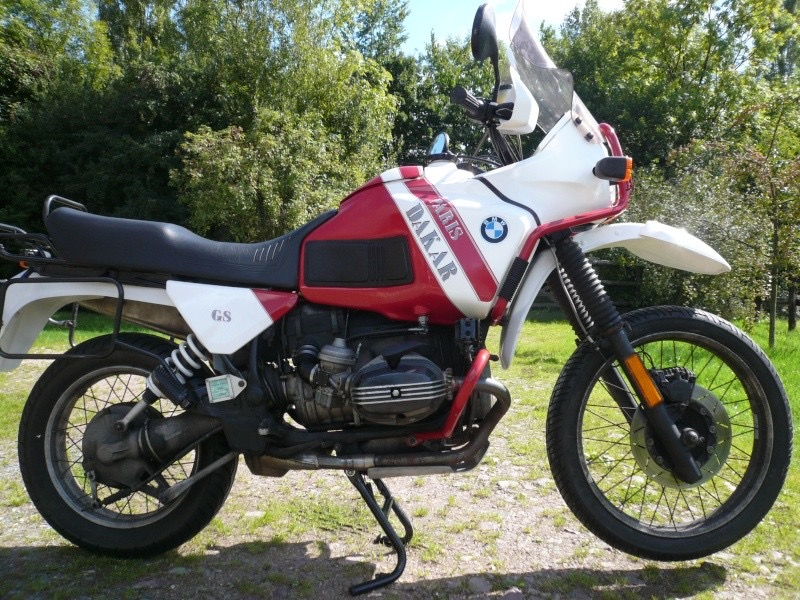
La même moto mais restaurée

En 1989, elle est doublée d'une version Paris-Dakar, avec un réservoir de trente-cinq litres, des barres de protection autour de la machine, d'une selle biplace et en option d'une selle monoplace équipée d'un porte-bagages. Cette nouvelle version fait grimper le poids de l'engin à 236 kg avec le plein d'essence.

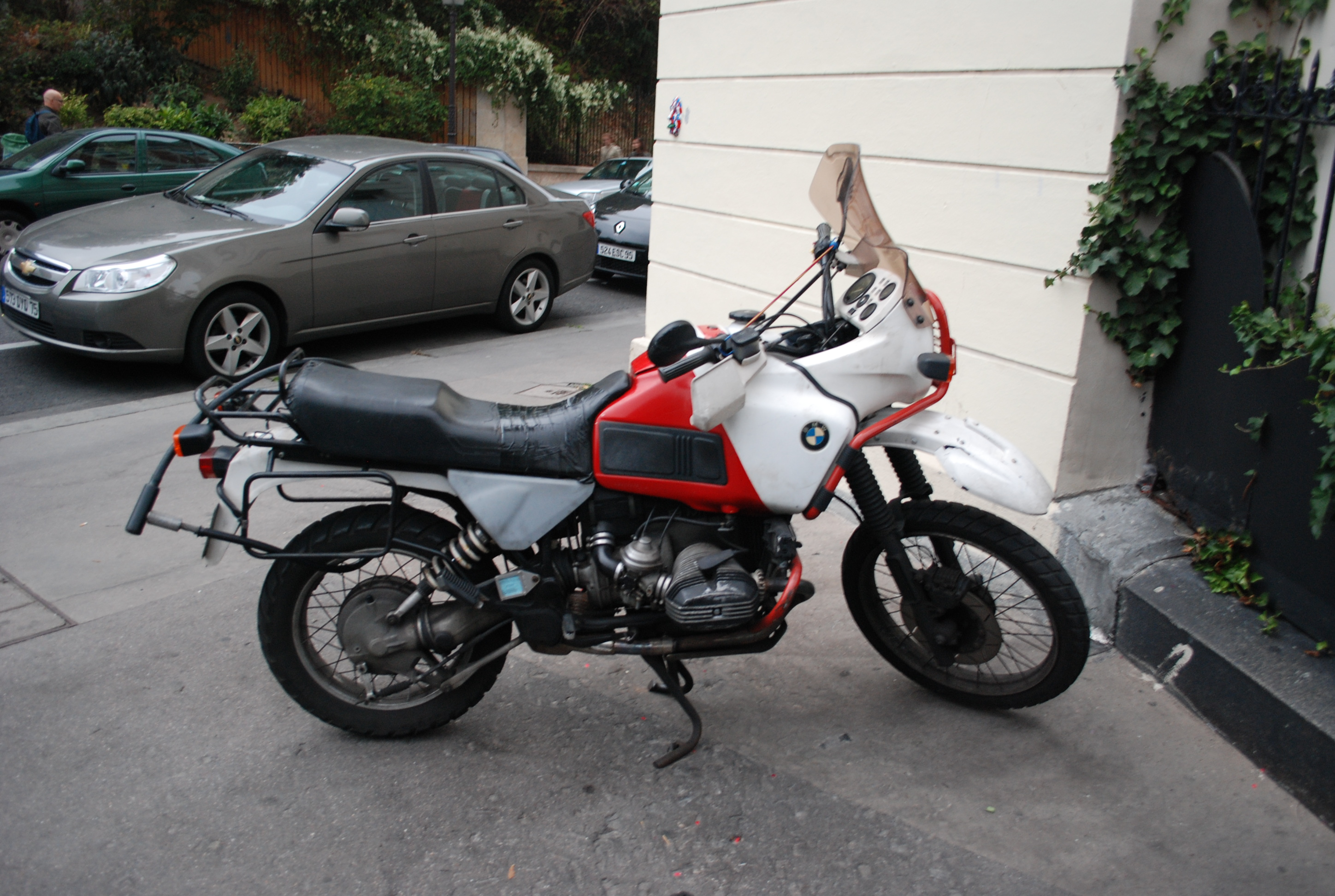
R 100 GS Paris-Dakar